# Ferrand Martinez
Ferrand (oder Ferrán) Martinez (14. Jahrhundert) war ein spanischer Kleriker der Kathedrale von Sevilla und Erzdiakon von Écija, der sich als antijüdischer Prediger hervorgetan hat. Er war einer der treibenden Kräfte hinter den Ausschreitungen gegen spanische Juden im Jahr 1391 in Sevilla. Bei dem Massaker am 6. Juni 1391 verloren mehrere Tausend Juden ihr Leben; viele andere wurden zwangsgetauft. Im Jahr 1395 befahl der kastilische König Heinrich III. die Inhaftierung Martinez’, die jedoch nur kurze Zeit währte. Der Kleriker wurde von seinen Landsleuten noch zu Lebzeiten wie ein Heiliger verehrt.